# طين (خدا أفرين)
طين هي قرية في مقاطعة خدا أفرين، إيران. عدد سكان هذه القرية هو 28 في سنة 2006.